# Libaniosz
Libaniosz (ógörögül: Λιβάνιος, latinul: Labanius), (Antiokheia, ma Antakya, Törökország, 314 – 393?) görög szónok, görög szofista filozófus.

## Élete és művei
Antiokheia Szíriában fekszik, az időben római provincia. Családja a szülőváros politikai életében jelentős tényező volt. Itt kezdte tanulmányait Zenobiosz rétornál. Innen 340-ben vagy 341-ben Athénbe ment, ahol már korán hírnévre tett szert, majd négyévi ott tartózkodás után Konstantinápolyba, ahol retorikai iskolát nyitott. 344 táján Nikomédiába helyezte át székhelyét. Innen rövid időre még egyszer visszatért Konstantinápolyba, de aztán 354-től kezdve szülővárosában telepedett meg, s ott is élt haláláig, amely 393 körül következett be. A pogány görögség egyik utolsó jeles képviselője. Hatása a birodalom keleti felére felmérhetetlen, már életében klasszikusnak számított, nagyszámú Pseudo-Libaniosz ismert. A reneszánsz korában – közelebbről a trecento idején, az antik kultúra újrafelfedezése kapcsán – Libanioszt újra felfedezték, nyelvtankönyvekbe, közmondásgyűjteményekbe is bekerült. Phótiosz szerint ő „az attikai beszéd kánonja”.
A Római Birodalom közigazgatásával szemben többször is fellépett Antiokheia védelmében. Iskolája a Római Birodalom keleti tartományaiban a leghíresebbnek számított, fontosabb tanítványai közé tartozott Ioannész Chrysostomus, Basileus és Gergely Nazianzoszból, rajtuk kívül az újplatonikus Flavius Iulianus, a későbbi császár is. A Iulianushoz fűződő kapcsolata és pogány mivolta ellenére nagy befolyása volt a következő császárok, Valens és Theodosius idejében is.
Igen sok munkája maradt ránk, főleg levelézésében, például Priszkosszal folytatott dialógusai. Egy részük mai napig is csak kéziratban. Legkisebb értékük iskolai iratainak van; ezek 47 progumnasmata, 36 dihghmata, 27 jellemrajz, 33 műtárgyleírás, 50 uelitai (koholt tárgyakról szóló beszédek, továbbá Démoszthenész életrajza és politikai beszédeihez való tartalomkivonatai. Beszédeiből szám szerint 68 maradt fenn, a kor történetére elsőrangú forrásművek, köztük a Julianushoz intézett vagy róla szóló hat beszéd. 1607 levele (a 400 latin nyelven írt levél késői hamisításnak bizonyult) közül némelyik igen jelentékeny embernek (keresztény püspököknek és tudósoknak is) lett címezve. Levelezése tehát igen kiterjedt. Ez az egész ókor legnagyobb gyűjteménye, a kor politika- és társadalomtörténetének kutatható adatbázisa, így például Nikoklészről is szinte csak Libaniosz révén tudunk. Egyes leveleit kifejezetten publikációs céllal írta, amelyeket retorikai mintákként használt fel. Minden műve görög nyelvű, dagályosságtól, rétori fogásoktól mentes görög nyelven, melyen meglátszik Démoszthenész, Arisztidész szónokok és a klasszikus költők és filozófusok szorgalmas tanulmányozása. Latinul nem tudott, nem is volt barátja a római műveltségnek.
Első, nem teljes kiadása 1517-ből való (Ferrarában); kiadta még Reiske (1784–1797, Altenburg), a leveleket Wolf J. Ch. (1738, Amstelodami). Förster breszlaui tanár, kitől munkáinak teljes kiadását várják, 1896-ban a jeruzsálemi görög patriarchátus könyvtárában egy palimpsestus kéziratban 21 declamatiójából talált részleteket (a Démoszhthenészről szólót egészen, más hétnek nagyobb részét). Értekezés: Sievers, das Leben d. L., Berlin, 1868.
Önéletrajzi „logoszát” (1. beszéd) 374 körül kezdte írni, önéletrajzi adatokat találunk még a 6-8 és a 25. beszédben. Iulianust kedvelte, hét műve foglalkozik vele, ezek közt is legfontosabb a 363-as gyászbeszéde (18. beszéd). A 387-es antiokheiai felkelésről szóló írásai az események körülményeinek első számú forrásai. Az ősi szentélyeket védi a keresztények ellen a 30-as számú művében, amely szintén megegyezik Iulianus tevékenységének egyik fő irányával, miszerint a keresztények nem birtokolhatnak az ősi vallásokhoz tartozó szent helyeket. A szónokok támogatását kéri Antiokheia tanácsától a 31-ikben, a 61. a földrengés sújtotta Nikomédia pusztulását, a 60. a daphnéi Apollón templom leégését siratja. A 64. beszéde a színészeket veszi védelmébe.
A Meletai (Mintabeszédek) egy része nem tőle, hanem tanítványaitól származik, a 143 Progümnaszmata (Előgyakorlatok) cíművel együtt nevelési kérdéseket taglal. Részben mitológiai témákat tárgyal, részben történeti, a bölcselettel összefüggőket, mint Szókratész védőbeszéde, Helené kiadatását kérő követség. Másik vonulata az erkölcsi maximák megfogalmazása, köztük a kedélybeteg, az élősködő, a kapzsi, az önkényuralomra törő hadvezér jellemrajzai.

## Szépirodalom
- Gore Vidal: Julianus, 1962.